# Santo Stefano di Sessanio
Santo Stefano di Sessanio est une commune de la province de L'Aquila, dans la région Abruzzes, en Italie. Santo Stefano di Sessanio est située dans le parc du parc national du Gran Sasso e Monti della Laga et fait partie des Plus Beaux Bourgs d'Italie.

## Géographie

### Localisation

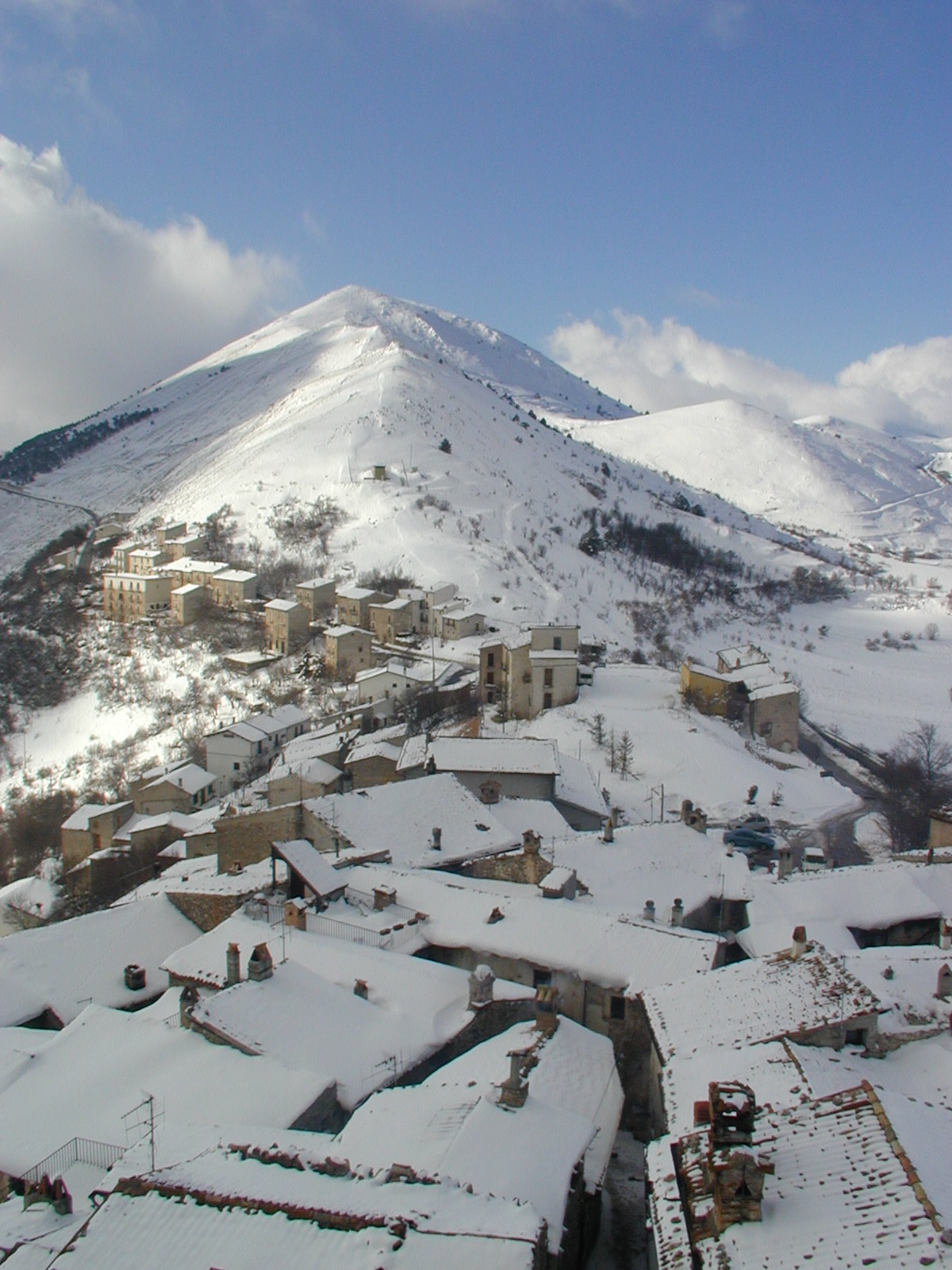
Le bourg en hiver depuis la tour Médicis.

Situé à une altitude moyenne de 1 250 m, le village fait partie de la communauté de montagne Campo Imperatore-Piana di Navelli dans la partie sud du parc national du Gran Sasso e Monti della Laga.

### Communes limitrophes
Les communes limitrophes de Santo Stefano di Sessanio sont Barisciano, Calascio, Carapelle Calvisio, Castelvecchio Calvisio, Isola del Gran Sasso d'Italia (TE) et L'Aquila.

### Sismicité
Santo Stefano di Sessanio est classée en zone 2, c'est-à-dire de moyenne sismicité selon les normes définies en 2003. Cependant le séisme d'avril 2009 à L'Aquila a causé d'importants dommages sur les sites historiques du village.

## Histoire

### Période ancienne
L'origine du nom de la ville à plusieurs hypothèses : la plus probable est que Sessanio dérive de la corruption du nom « Sextantio », relatif à un petit site romain situé à proximité (« six miles ») d'un site de référence plus important, possiblement San Marco ; une autre origine possible viendrait de littéralement en français « des six ans » en référence à la durée d'incarcération des condamnés dans la tour Médicis. Les premières mentions attestées de Santo Stefano di Sessanio remontent à 760 dans des documents traitant de la donation de Carapelle Calvisio au couvent de Vincenzo al Volturno par le duc lombard Didier. Jusqu'au XIe siècle les deux localités sont intimement liées. C'est une période durant laquelle les moines développent les terres cultivables et consolident les fortifications de la ville.
Aux XIVe et XVe siècles, la ville devient un endroit stratégique dans le contrôle des communications vers Barisciano. À partir de 1474, sous la domination de la Couronne d'Aragon, avec l'abolition des taxes sur l'élevage, se développe dans les villages de Santo Stefano di Sessanio, Calascio, et Carapelle Calvisio une très grande économie pastorale de transhumance depuis les Pouilles avec près de 100 000 chèvres passant la douane puglièse. En 1579, les terres sont cédées à François Ier de Médicis, grand-duc de Toscane dont la famille gérera le lieu jusqu'en 1743. Cette période correspond au pic économique du village avec notamment la production de laine vendues dans toute l'Europe.

### Période contemporaine
Au XIXe siècle, avec l'unité de l'Italie et la privatisation des terres du Tavoliere delle Puglie, les saisons de transhumance s'interrompent et entrainent le déclin du village avec une chute démographique particulièrement importante tout au long du XXe siècle liée à l'émigration économique des jeunes générations : Santo Stefano di Sessanio perd plus de 90 % de sa population en moins de 100 ans. Ces dernières années le village connait une légère renaissance avec le phénomène de tourisme vert attirant des personnes de la capitale italienne et quelques célébrités telles que le chanteur Lucio Dalla qui est un résident[réf. nécessaire]. Avec la commune voisine de Castel del Monte, le village obtient le label des Plus Beaux villages d'Italie.
Le séisme de 2009 a causé d'importants dommages matériels dans le village avec la destruction complète de la tour Médicis datant de l'époque médiévale et symbole de la ville ainsi que la destruction d'une grande partie de l'église Madonna del Lago datant du XVIIe siècle.

## Démographie
Habitants recensés

## Administration
| Période                                  | Période  | Identité         | Étiquette | Qualité |
| ---------------------------------------- | -------- | ---------------- | --------- | ------- |
| 12 juin 2006                             | En cours | Elisabetta Leone |           |         |
| Les données manquantes sont à compléter. |          |                  |           |         |

## Culture
- La tour Médicis datant du XIVe siècle, détruite en 2009 par le tremblement de terre.
- L'église Madonna del Lago datant du XVIIe siècle.